# Мовчан Михайло Андрійович
Михайло Андрійович Мовчан (нар. 20 листопада 1964, с. Підлісся, Бучацький район, Тернопільська область) — український футболіст, тренер, педагог.
Навчався в Бучацькій ДЮСШ. Грав за професійну команду «Нива» Тернопіль, аматорські «Ватра» і «Буревісник» (обидві Тернопіль), «Збруч» Підволочиськ, «Колос» (Бучач).